# Бъръс Фредерик Скинър
Бъръс Фредерик Скинър (също известен като Боби Скинър или Б.Ф. Скинър) е американски психолог-бихевиорист.

## Биография
Роден е в Съскуихана, окръгСъскуихана, щата Пенсилвания, САЩ на 20 март 1904 г. Получава докторска степен от Харвард.
Неговата първа книга отразява резултатите от няколкогодишни изследвания върху бели плъхове в апарат, който той създава и нарича камера за оперантно обуславяне. Този апарат е модифициран за изучаване на поведението на разнообразни биологични видове, включително гълъби, маймуни и хора. Скинър приема напълно обективен подход към психологията и силно вярва в предвиждането и контрола на поведението. Според него то не е каприз, а е напълно детерминирано.
Той е считан за водещия бихевиорист и е създал една от най-основните теории за ученето на XX век. Според него ученето не може да се появи при отсъствието на някакъв вид подкрепление – положително или отрицателно.
Умира на 18 август 1990 година в Кеймбридж, САЩ на 86-годишна възраст.

## Научна дейност

### Радикален бихевиоризъм
Намирайки бихевиоризма на своето време за проблематичен, Скинър прави своя собствена версия, която нарича радикален бихевиоризъм, който за разлика от методологичния бихевиоризъм не изисква всеобщо съгласие относно истината, а приема личните събития като мислене, перцепция и емоция на своята сметка. За разлика от всички други бихевиористи като Толман, Хъл и Кларк, версията на Скинър радикално отхвърля междинните конструкти и хипотетично-дедуктивния метод, вместо това предлага силно индуктивния метод.

### Списък на подкрепленията
Част от анализа на Скинър на поведението включва не само силата на отделен случай на подкрепление, но ефектите на частни списъци на подкрепление с времето. Видовете списъци на Скинър за подкрепление включват пауза (фиксирана или променлива) и съотношение (фиксирано или променливо).
- Продължително подкрепление – постоянно доставяне на подкрепление за действие; всеки път специфичното действие е извършвано от субекта моментално и винаги получава подкрепление. Този метод е склонен към затихване и е много трудно да бъде подкрепен.

- Интервално (фиксирано/променливо) подкрепление (Фиксирано) – подкреплението е поставено за сигурно време. (Променливо) – времето между подкрепленията не са поставени и често се различава.

- Пропорционално (фиксирано/променливо) подкрепление (Фиксирано) – занимава се с дадено количество работа, нужно да бъде завършена преди да има подкрепления. (Променливо) – количеството работа нужно за подкреплението се различава от последното.

## Критика

### Дж. Е. Р. Стадън
Да се каже „Скинър е брилянтен“ означава, че Скинър е оригинална сила. Ако детерминистичната теория на Скинър е вярна, той е само фокуса на средата. Той не е оригинална сила и е нямал избор в казването на нещата, които е казал и правенето на нещата, които прави. И средата на Скинър и генетиката позволяват и го завладяват да напише книгата си. Дж. Е. Р. Стадън (Новия Бихевиоризъм, 2001) оспорва съгласуваността на позицията, че детерминизма на Скинър не е в никакъв случай в противоречие към традиционните идеи за награда и наказание, както той вярвал.

### Ноам Чомски
Може би най-добре познатият критик на Скинър – Ноам Чомски, публикува критиката си на „Вербално поведение“ на Скинър, малко след като е издадена книгата. Критиката става по-добре позната дори и от самата книга. Скинър никога официално не отговаря на критиките на Чомски. Обаче, отговора на Кенет Маккоркуодъл, който по-скоро основно отхвърля критиката на Чомски и е одобрена от Скинър.
Чомски критикува и книгата „Отвъд Свободата и Достойнството“, отбелязвайки същите основни мотиви, както в критиката си на „Вербално поведение“. Сред критиките на Чомски е, че лабораторната работа на Скинър не може да бъде разширена до хора, и че когато е разширена до хора тя само представя „научно“ поведение опитващо се да подражава ревностно на науката, но не е научно, че Скинър не е учен, защото отхвърля тестването на хипотетично-дедуктивния метод в теорията, че Скинър няма понятие от наука за поведение, и че работите му са много благоприятни за защитаването или напредването на тоталитаризма

### Ерих Фром
Ерих Фром критикува Скинър в своята книга „Анатомия на човешката деструктивност“:
| „ | В основата си Скинър е наивен рационалист, който не зачита човешките наклонности. В противовес на Фройд той не е впечатлен от силата на наклонностите, но вярва, че човек се държи винаги така, както личният му интерес го изисква. Действително цялостният принцип на необихейвиоризма е, че личният интерес е толкова мощен, че чрез обръщането към него – главно под формата на възнаграждаване на индивида от средата за действието в желания смисъл – поведението на човека може да бъде напълно предопределено. Накратко, необихейвиоризмът се основава на същината на буржоазния опит: първенството на егоцентричността и собствения интерес над всички други човешки наклонности. | “ |

| „ | Скинър препоръчва ада на изолирания и манипулиран човек на кибернетичната епоха като рай на напредъка. Той притъпява нашите страхове по отношение на това накъде отиваме, като ни казва, че няма защо да се страхуваме; че посоката, по която е поела индустриалната система, е същата, за която са мечтали великите хуманисти, като изключим, че тази посока вече е научно обоснована. При това теорията на Скинър звучи вярно, защото тя е (почти) вярна за отчуждения човек от кибернетичното общество. Накратко, скинеризмът е психологията на опортюнизма, преоблечена като нов научен хуманизъм. | “ |

## Награди
- 1968 г. – Национален медал за наука от президента Линдън Джонсън
- 1971 г. – Златен медал на Американската психологическа фондация
- 1972 г. – Награда „Хуманист на годината“
- 1990 г. – Почетна грамота за забележителен цялостен принос към психологията